# 二級国道
二級国道（にきゅうこくどう）とは、1952年（昭和27年）6月10日に公布された道路法によって定められた道路の種類である。1965年（昭和40年）4月1日の道路法改正により一般国道に統合され、廃止された。

## 定義
二級国道は、1965年（昭和40年）改正前の道路法で
1. 都道府県庁所在地及び人口十万人以上の市（重要都市）を相互に連絡する道路
2. 重要都市と一級国道とを連絡する道路
3. 港湾法で特に規定された港又は建設大臣が指定する重要な飛行場若しくは国際観光上重要な地と一級国道とを連絡する道路
4. 二つ以上の市を連結して一級国道に達する道路

のいずれか（第6条）を満たし、政令で指定される道路とされた。特別な事情がある場合を除き、新設、改築、維持、修繕その他の管理は都道府県知事が行うものとされていた。
実際の路線指定にあたっては、二級国道の上記要件を満たす候補路線がまず選定されたが、非常に膨大な路線が候補路線として挙げられたため、国土係数理論は採用せず、沿道単位あたり人口・単位あたり交通量によって算出する路線値をもって選抜した。しかし、路線値も地域ごとの格差が大きかったため、一級国道とともに構築される路線密度、今後の新設・改築の費用、道路の緊密度などを考慮し、総延長1万4847キロメートル (km) が二級国道として最終指定されることとなった。
二級国道は1953年（昭和28年）5月に144路線が指定され、3桁の路線番号を採番した。1956年（昭和31年）7月の第二次指定では主要地方道の中から7路線が追加されたが、1958年（昭和33年）9月の一級国道第二次指定により二級国道3路線が一級国道に追加された。また、1962年（昭和37年）5月の一級国道・二級国道第三次指定では二級国道16路線の一級国道昇格と併せ、主に主要地方道の中から33路線が二級国道として追加指定された。1963年（昭和38年）3月に国道271号が最後の二級国道として追加路線指定を受けた後、1965年（昭和40年）4月の道路法改正により、一級国道・二級国道の区分が廃止されることとなり、現在は一般国道となっている。

## 参考
- 一級国道は（道路法改正後の一般国道と同様）、路線名が「一号線」のように番号で与えられていたのに対し、二級国道は101「能代青森線」のように、起点と終点の地名からなる路線名が与えられた（起点・終点を同じくする別の路線が存在する場合は、225「枕崎鹿児島線」に対する226「枕崎指宿鹿児島線」のように、区別のために重要な経過地を含む路線名が与えられた）。また、二級国道のうちいわゆる「港国道」は130「東京港線」、131「羽田空港線」のように、起点となる港・飛行場の名称をもって路線名とした。以上にあてはまらない二級国道の路線名として、129「東京環状線」と155「名古屋環状線」があった。二級国道の番号は政令で路線番号として路線名とは別に規定されていた（一級国道の番号とは法令上の扱いが異なっていた）。
- 「建設大臣が指定する重要な飛行場若しくは国際観光上重要な地」は、昭和28年建設省告示第878号で以下の物が指定されている。
  - 重要な飛行場 - 羽田飛行場、岩国飛行場
  - 国際観光上重要な地 - 青森県上北郡十和田村（現 十和田市）、栃木県上都賀郡日光町（現 日光市）、静岡県賀茂郡下田町（現 下田市）、山梨県富士吉田市、長野県北佐久郡軽井沢町、長野県北安曇郡大町（現 大町市）、群馬県吾妻郡長野原町、三重県志摩郡神明村（現 志摩市）、長崎県島原市、宮崎県小林市、鹿児島県肝属郡垂水町（現 垂水市）、北海道川上郡弟子屈町
- 二級国道の再編によって、国道109号は廃止されて国道108号へ統合された。国道110号は一級国道に昇格して国道48号になり、110号は消滅した。また、国道214号・215号・216号の3路線は統合されて一級国道に昇格し、国道57号に改番されて旧路線番号は消滅した[3]。

## 路線の一覧
- 国道101号 青森能代線
- 国道102号 八戸弘前線 →八戸市 - 十和田市間が国道111号八戸仙台線と統合した上で1963年4月1日一級国道45号に昇格[注釈 1]。残る十和田市 - 弘前市間の起終点を入れ替えた上で弘前十和田線として二級国道に認定。
- 国道103号 十和田大館線
- 国道104号 八戸大館線
- 国道105号 秋田盛岡線 →起終点を入れ替えた上で1963年4月1日一級国道46号に昇格。
- 国道105号 大曲大館線 1963年4月1日認定。
- 国道106号 宮古盛岡線
- 国道107号 大船渡本荘線
- 国道108号 石巻酒田線 →古川市 - 酒田市間が1963年4月1日一級国道47号に昇格[注釈 2]。残る石巻市 - 古川市間を国道109号横手古川線と統合した上で石巻横手線として二級国道に認定。
- 国道109号 横手古川線 →1963年4月1日国道108号石巻酒田線に統合。以後、欠番。[3]
- 国道110号 仙台山形線 →1963年4月1日一級国道48号に昇格。以後、欠番。[3]
- 国道111号 八戸仙台線 →国道102号八戸弘前線の八戸市 - 十和田市間を統合し1963年4月1日一級国道45号に昇格[注釈 1]。以後、欠番。
- 国道112号 山形鶴岡線
- 国道113号 新潟山形線
- 国道114号 福島浪江線
- 国道115号 新潟平線 →起終点を入れ替えた上で1963年4月1日一級国道49号に昇格。
- 国道115号 相馬猪苗代線 →1963年4月1日認定。
- 国道116号 柏崎新潟線
- 国道117号 長野小千谷線
- 国道118号 水戸郡山線
- 国道119号 日光宇都宮線
- 国道120号 日光沼田線
- 国道121号 宇都宮米沢線
- 国道122号 前橋水戸線 →1963年4月1日一級国道50号に昇格。
- 国道122号 日光東京線 →1963年4月1日認定。
- 国道123号 千葉水戸線 →1963年4月1日一級国道51号に昇格。
- 国道123号 宇都宮水戸線 →1963年4月1日認定。
- 国道124号 銚子水戸線
- 国道125号 佐原熊谷線
- 国道126号 銚子千葉線
- 国道127号 館山千葉線 →木更津市 - 千葉市間が1963年4月1日一級国道16号に統合。残る館山市 - 木更津市間を館山木更津線として二級国道に認定。
- 国道128号 館山茂原千葉線
- 国道129号 東京環状線 →1963年4月1日一級国道16号に統合。
- 国道129号 平塚相模原線 →1963年4月1日認定。
- 国道130号 東京港線
- 国道131号 羽田空港線
- 国道132号 川崎港線
- 国道133号 横浜港線
- 国道134号 横須賀大磯線
- 国道135号 下田小田原線
- 国道136号 下田三島線
- 国道137号 富士吉田甲府線
- 国道138号 富士吉田小田原線
- 国道139号 吉原大月線
- 国道140号 甲府熊谷線
- 国道141号 清水上田線 →清水市 - 韮崎市間が1963年4月1日一級国道52号に昇格[注釈 3]。残る韮崎市 - 上田市間を韮崎上田線として二級国道に認定。
- 国道142号 軽井沢諏訪線
- 国道143号 松本上田線
- 国道144号 長野原上田線
- 国道145号 長野原沼田線
- 国道146号 長野原軽井沢線
- 国道147号 大町松本線
- 国道148号 大町糸魚川線
- 国道149号 清水港線
- 国道150号 静岡浜松線
- 国道151号 飯田豊橋線
- 国道152号 飯田浜松線
- 国道153号 名古屋塩尻線
- 国道154号 名古屋港線
- 国道155号 名古屋富山線 →1959年4月1日一級国道41号に昇格。以後、一時欠番。
- 国道155号 名古屋環状線 →1963年4月1日認定。
- 国道156号 岐阜高岡線
- 国道157号 金沢岐阜線
- 国道158号 福井松本線
- 国道159号 七尾金沢線
- 国道160号 七尾高岡線
- 国道161号 敦賀大津線
- 国道162号 京都小浜線
- 国道163号 大阪四日市線 →上野市 - 四日市市間が1963年4月1日一級国道25号に統合。残る大阪市 - 上野市間を大阪上野線として二級国道に認定。
- 国道164号 四日市港線
- 国道165号 大阪津線
- 国道166号 大和高田松阪線
- 国道167号 賢島伊勢線 指定当初の路線名は「賢島宇治山田線」
- 国道168号 新宮大和高田線
- 国道169号 新宮熊野大和高田線 指定当初の路線名は「新宮木本大和高田線」
- 国道170号 和歌山松阪線 →1959年4月1日一級国道42号に昇格[注釈 4]。以後、一時欠番。
- 国道170号 高槻橋本線 →1963年4月1日認定。
- 国道171号 京都神戸線
- 国道172号 大阪港線
- 国道173号 大阪神戸線 →1959年4月1日一級国道43号に昇格。以後、一時欠番。
- 国道173号 池田瑞穂線 →1963年4月1日認定。
- 国道174号 神戸港線
- 国道175号 明石舞鶴線
- 国道176号 福知山大阪線
- 国道177号 舞鶴港線
- 国道178号 舞鶴鳥取線
- 国道179号 岡山鳥取線 →1963年4月1日一級国道53号に昇格。
- 国道179号 姫路倉吉線 →1963年4月1日認定。
- 国道180号 岡山松江線
- 国道181号 津山米子線
- 国道182号 広島松江線 →1963年4月1日一級国道54号に昇格。
- 国道182号 新見福山線 →1963年4月1日認定。
- 国道183号 広島米子線
- 国道184号 松江尾道線
- 国道185号 呉三原線
- 国道186号 広島浜田線
- 国道187号 岩国益田線
- 国道188号 徳山岩国線
- 国道189号 岩国空港線
- 国道190号 山口山陽線 指定当初の路線名「山口埴生線」
- 国道191号 下関益田線
- 国道192号 西条徳島線
- 国道193号 徳島高松線
- 国道194号 高知徳島線 →起終点を入れ替えた上で1963年4月1日一級国道55号に昇格。
- 国道194号 高知西条線 →1963年4月1日認定。
- 国道195号 高知木頭徳島線
- 国道196号 松山小松線
- 国道197号 松山高知線 →起終点を入れ替えた上で1963年4月1日一級国道56号に昇格。
- 国道197号 大分大洲線 →1963年4月1日認定。
- 国道198号 門司港線
- 国道199号 門司八幡線
- 国道200号 八幡鳥栖線
- 国道201号 福岡行橋線
- 国道202号 福岡有田線
- 国道203号 唐津佐賀線
- 国道204号 唐津佐世保線
- 国道205号 佐世保東彼杵線 指定当初の路線名は「佐世保彼杵線」
- 国道206号 長崎佐世保線
- 国道207号 佐賀諫早線
- 国道208号 熊本佐賀線
- 国道209号 大牟田久留米線
- 国道210号 久留米別府線
- 国道211号 日田八幡線
- 国道212号 中津阿蘇線 指定当初の路線名は「日田中津線」
- 国道213号 別府中津線
- 国道214号 島原諫早線 →1963年4月1日二級国道214–216号を統合し、一級国道57号に昇格。以後、欠番。[3]
- 国道215号 島原宇土線 →同上[3]
- 国道216号 熊本大分線 →同上[3]
- 国道217号 大分佐伯線
- 国道218号 熊本延岡線
- 国道219号 熊本宮崎線
- 国道220号 宮崎国分線 指定当初の路線名は「宮崎福山線」
- 国道221号 人吉都城線
- 国道222号 日南都城線
- 国道223号 小林隼人線
- 国道224号 桜島鹿児島線
- 国道225号 枕崎鹿児島線
- 国道226号 枕崎指宿鹿児島線
- 国道227号 函館江差線
- 国道228号 函館松前江差線
- 国道229号 小樽江差線
- 国道230号 札幌虻田線
- 国道231号 札幌留萌線
- 国道232号 稚内留萌線
- 国道233号 旭川留萌線
- 国道234号 岩見沢苫小牧線
- 国道235号 室蘭浦河線
- 国道236号 帯広浦河線
- 国道237号 旭川浦河線
- 国道238号 網走稚内線
- 国道239号 網走留萌線
- 国道240号 釧路網走線
- 国道241号 弟子屈帯広線
- 国道242号 釧路根室線 →1963年4月1日一級国道44号に昇格。
- 国道242号 網走帯広線 →1963年4月1日認定。
- 国道243号 網走根室線
- 国道244号 網走斜里根室線
- 国道245号 水戸日立線
- 国道246号 東京沼津線
- 国道247号 名古屋半田豊橋線
- 国道248号 蒲郡岐阜線
- 国道249号 七尾珠洲金沢線
- 国道250号 神戸赤穂岡山線
- 国道251号 長崎口之津諫早線
- 国道252号 柏崎会津若松線
- 国道253号 直江津六日町線
- 国道254号 東京小諸線
- 国道255号 秦野小田原線
- 国道256号 飯田中津川線
- 国道257号 恵那浜松線
- 国道258号 大垣桑名線
- 国道259号 鳥羽豊橋線
- 国道260号 賢島長島線
- 国道261号 広島江津線
- 国道262号 萩防府線
- 国道263号 福岡佐賀線
- 国道264号 佐賀久留米線
- 国道265号 小林阿蘇線
- 国道266号 牛深宇土線
- 国道267号 人吉川内線
- 国道268号 水俣宮崎線
- 国道269号 指宿宮崎線
- 国道270号 枕崎串木野線
- 国道271号 小田原厚木線